# Стойкий (эсминец, 1985)
«Стойкий» — 7-й эскадренный миноносец проекта 956 «Сарыч» (код НАТО — «Sovremenny class destroyer»).

## История строительства
Заложен на заводе № 190 им. А. А. Жданова 28 сентября 1982 года (строительный № 867). Спущен на воду 27 июля 1985 года. Принят флотом 31 декабря 1985 года. 24 февраля 1986 года эсминец вступил в состав Советского Военно-Морского Флота.
На период строительства эсминец был включён в состав 13-й бригады строящихся и ремонтирующихся кораблей (13 БрСтРеМК) Ленинградской военно-морской базы. С началом испытаний перечислен в состав 76-й бригады ракетных кораблей 12-й ДРК с базированием на военно-морскую базу Лиепая.

## Служба
Со вводом в строй зачислен в состав 175 бригады ракетных кораблей 10 оперативной эскадры (ОПЭСК) Тихоокеанского флота ВМФ СССР. С октября 1987 года, во время межфлотского перехода, нёс службу в Персидском заливе. Проводил конвои в период ирано-иракской войны. Заходил в Бомбей (Индия), Камрань (Вьетнам). По итогам боевой службы оценен на "отлично". В апреле 1988 года «Стойкий» прибыл во Владивосток.
С 1 по 19 октября 1988 года инспектировался МО СССР, состояние корабля оценено как неудовлетворительное из-за конструктивной ошибки, выявленной при проведении ракетной стрельбы. В 1989 году эсминец прошёл ремонт. Повторная стрельба проведённая в ноябре 1989 года была оценена на "отлично".
15 января 1990 года «Стойкий» вышел на боевую службу в Южно-Китайское море, пересёк Индийский океан и нёс боевое дежурство в Оманском заливе, в июле 1990 года вернулся во Владивосток. Прошёл доковый ремонт.
С 1 апреля 1991 года эсминец «Стойкий» был переведён в состав 193 бригады противолодочных кораблей Советско-Гаванской ВМБ. 20 ноября совершил навал левым бортом на пирс № 1 в бухте Абрек. С 20 марта 1992 года определён в ремонт на СРЗ-178, но ремонт не производился. С 22 октября 1993 года корабль был переведён на «Дальзавод».
С 28 апреля 1994 года эсминец был переведён в состав 36 дивизии ракетных кораблей 10 ОПЭСК.
В сентябре 1996 года ремонт был прекращён, а 14 сентября «Стойкий» был отбуксирован на консервацию в залив Стрелок. 30 мая 1998 года приказом министерства обороны № 034 корабль был исключён из состава Военно-Морского Флота СССР. 6 апреля 1999 года «Стойкий» затонул на левый борт у пирса № 1 из-за расхищения забортной арматуры. В дальнейшем был поднят.
В 2001 году продан в Китай на лом.

## Командиры
- С 1986 года — капитан 2-го ранга Волк Михаил Юрьевич[2];
- С 1990 года — капитан 2-го ранга Попов Андрей Анатольевич

## Бортовые номера
В ходе службы эсминец сменил ряд следующих бортовых номеров:
- 1986 год — № 679;
- 1987 год — № 645;
- 1989 год — № 719;
- 1990 год — № 727;
- 1993 год — № 743.